# Magasin (film)
|  | Denne artikel er oprettet af botten Steenthbot ud fra en ekstern database. Den kan derfor have sproglige fejl eller mangler. Denne skabelon kan fjernes efter kontrol af indholdet. |

 For alternative betydninger, se Magasin. (Se også artikler, som begynder med Magasin)
Magasin er en dansk kortfilm fra 1966 instrueret af Edward Fleming.

## Medvirkende
- Suzanne Brøgger